# Осоговски манастир
Манастир Свети Јоаким Осоговски или Осоговски манастир је православни манастир у близини града Крива Паланка, на падинама Осоговске планине.

## Историја
Манастир Сарандапор је подигнут на месту пећине где се Свети Јоаким Осоговски подвизавао веома усрдно и строго, проводећи дане и ноћи своје у непрестаним молитвама. Сарандапор у преводу са грчког гласи: "Честобродица" или 40 бродова.
У време византијског цара Манојла I Комнена (1143—1180) обновљено је сећање на овог светитеља. У то време тамо долази свештеник Теодор из Овчег Поља, који се ту и замонашио и узео име Теофан. Он је сакупио око себе велики број монаха и са њима подигао цркву и манастир преподобном Јоакиму, у коме је касније постао први игуман. По једном извору (Карловачки летописац) тај манастир је "зидао или поновио" краљ Милутин Немањић.
Манастир Светог Јоакима Осоговског (Св. Јанићија Осоговског) више је пута посећиван, помаган и обнављан од стране српских владара Немањића, особито од Светог краља Милутина и његовог сина Светог Стефана Дечанског. У овом манастиру се замонашио и чувени подвижник српски и светогорски старац Исаија Серски (око 1350).
Манастир се спомиње у списима цара Калојана (1196—1207). У Карловачком летопису (из 1505) наводи се да је српски краљ Стефан Урош II Милутин (1282—1321) дао изградити цркву посвећену Светом Јоакиму Осоговском. Године 1330. српски краљ Стефан Урош III Дечански (1321—1331) боравио је у манастиру пре Битке код Велбужда. Турски султан Мехмед II Освајач (1444—1446. и 1451—1481) боравио је у манастиру 1436. (или 1463?) године пре свог војног похода на Босну. Ту је умро 1489. године игуман манастира Арсеније.
У другој половини 16. века манастир почиње пропадати и монаси траже материјалну помоћ од Дубровачке републике.
Катастрофални земљотрес 1585. године, знатно је оштетио манастирске објекте, те је игуман манастира Гервасије, заједно с митрополитом ћустендилским Висарионом и јеромонахом Стефаном из Билинског манастира, кренуо на пут у Русију тражећи материјалну помоћ да обнове манастир.
Негде око 1762. године манастир се нашао у тешким приликама, а тад су изгубљене и мошти Светог Јоакима Осоговског. Османске власти нису желеле да дају дозволу за обнову манастира, и обнову слободног слављења верских светковина хришћанском становништву. Године 1847. уз велику материјалну помоћ Стефана Младенова из Криве Паланке, почела је изградња велике манастирске цркве посвећене Светом Јоакиму Осоговски. Црква је посвећена 1851. године.
Маја 1910. године настрадао је манастир од великих киша. Велики камен се одронио и пао на манастирску цркву и здања које је већим делом оштетио. Манастир су заузели бугарски калуђери насилно, упркос противљењу народа.
При манастиру је извесно време између два светска рата радила монашка школа. Краљ Александар II Карађорђевић га је посетио 1924. године.
У децембру 2020. су се у јавности појавиле информације да су приликом реновирања цркве у склопу манастира занатски невешто избрисана и преименована имена српских светитеља са фресака које су дело Димитра Андонова Папрадишког, који их је осликао између 1932 и 1933 године. Свети цареви Урош и Лазар, и Свети краљеви Милутин и Стефан Дечански преименовани су у цар Владимира Киевског, Јована Милостивог, Константина Великог, Нићифора Фоку. Убрзо је стигла информација да су називи враћени на оригиналне.

## Архитектура и манастирске фреске
Велика манастирска црква је монументална камена грађевина с куполама. Црква је изграђена за четири године од стране мајстора Андреја Дамјанова Зографског из рода Рензовци (Дебарски крај) и довршена 1851. године. Фреске су дело сликара Димитра Антонова Поградишког, који је у манастиру више пута боравио у периоду од 1884. до 1945. године, заједно са својим помоћницима из села Тресонче; Григоријем Петровим, Аврамом Дицева и Мирон Илијев, сликарима из Дебарски сликарске школе).
За малу манастирску цркву Рођења Св. Богородице претпоставља се да је изграђена при крају 11. века, а да је обновљена у време владавине српског краља Стефана Уроша (13. век). Црква је потпуно обновљена при крају 19. века. Тлоцрт цркве је уписани крст, са калотом и осмоугаона тамбуром на пресеку крстова. Од најранијег слоја фресака, очувани су само орнаментални фрагменти на северној страни олтара. Данашње фреске у цркви су из новијег времена. Иконостас има две вредне иконе, које је насликао највероватније Христо Димитров (из Самоковско школе). Поред цркве налази се извор за који се верује да има лековита својства.

## Братство
Још у другој половини 19. века у манастиру је било пуно монаха - свештеника, али је већ 1900. године остао само један.
Када је манастирска црква обнављана у 19. веку радове је надгледао манастирски тутор, Хаџи Стеван иначе световњак.
Архимандрит Ћесарије је био дуго на челу манастира - од оправке, и упокојио се 1924. године. Јеромонах Никанор Добрић био је у затвору 1927. године због кршења "осме божије заповести", које се десило док је био старешина у манастиру Благовештења. Манастир је реновирао и лепо украсио следећи архимандрит Методије Миловановић, који је умро 1933. године.
Старешина манастира био је 1937. године Алексије Јовановић.